# Maria Kornevik Jakobsson
Gretelill Maria Kornevik Jakobsson, född 17 augusti 1953 i Säve församling i Göteborgs och Bohus län, är en svensk politiker (centerpartist), som var riksdagsledamot 2006–2010.
I riksdagen var hon ersättare för Åsa Torstensson. Hon satt i socialutskottet och som ersättare i civilutskottet. Kornevik Jakobsson representerade Västra Götalands läns västra valkrets.
Till yrket är Kornevik Jakobsson familjeterapeut och kurator, och driver en terapimottagning i Göteborg. 
Hennes profilfrågor rör barn och ungdomar samt familjepolitik. Vidare var hon talesperson för Centerpartiets politik rörande barnfrågor, HBT-frågor, socialtjänst- och konsumentfrågor.
Hon var också ordförande för riksdagens tvärpolitiska nätverk rörande kooperativa frågor.
Kornevik Jakobsson är också kommunalpolitiskt aktiv i Härryda kommun och är kommunalråd i kommunen sedan 2019.